# Пестриков, Осип Павлович
Осип Павлович Пестриков (1797—1876) — русский купец и предприниматель, потомственный почетный гражданин, почетный гражданин города Смоленска (1874).

## Биография
Родился в 1797 году в Калуге, где впоследствии стал одним из первых её купцов.
Накопив деньги, Пестриков начал заниматься торговлей и банковским делом, стал купцом 1-й гильдии, вкладывал свои капиталы в промышленность и строительное дело. В Калуге на собственные деньги построил церковь и богадельню при ней стоимостью более 40 000 рублей, а также пожертвовал городскому реальному училищу 10 000 рублей.
В 1872 году Пестриков совместно с купцом Ланиным основал «Городской банк Пестрикова и Ланина». На его учреждение Осип Пестриков внес 35 000 рублей.
Одновременно Осип Павлович развернул свою деятельность в Смоленске, где стал купцом 1-й гильдии Смоленского купеческого общества и много сделал для развития торговли, предпринимательства и городского хозяйства как в Смоленске, так и в Смоленской губернии. Занимаясь благотворительностью, на свои средства построил в городе двухэтажное здание для ремесленного училища стоимостью 20 000 рублей и содержал его. Кроме этого, пожертвовал значительные суммы на строительство реального училища, содержание больницы для бедных, на богадельню. В 1824 году на его средства был изготовлен иконостас для Воскресенской церкви одноимённого села Калужского уезда, в 1869 году — построена церковь Иоанна Предтечи в благодарность за спасение императора Александра II в Париже при покушении на него.

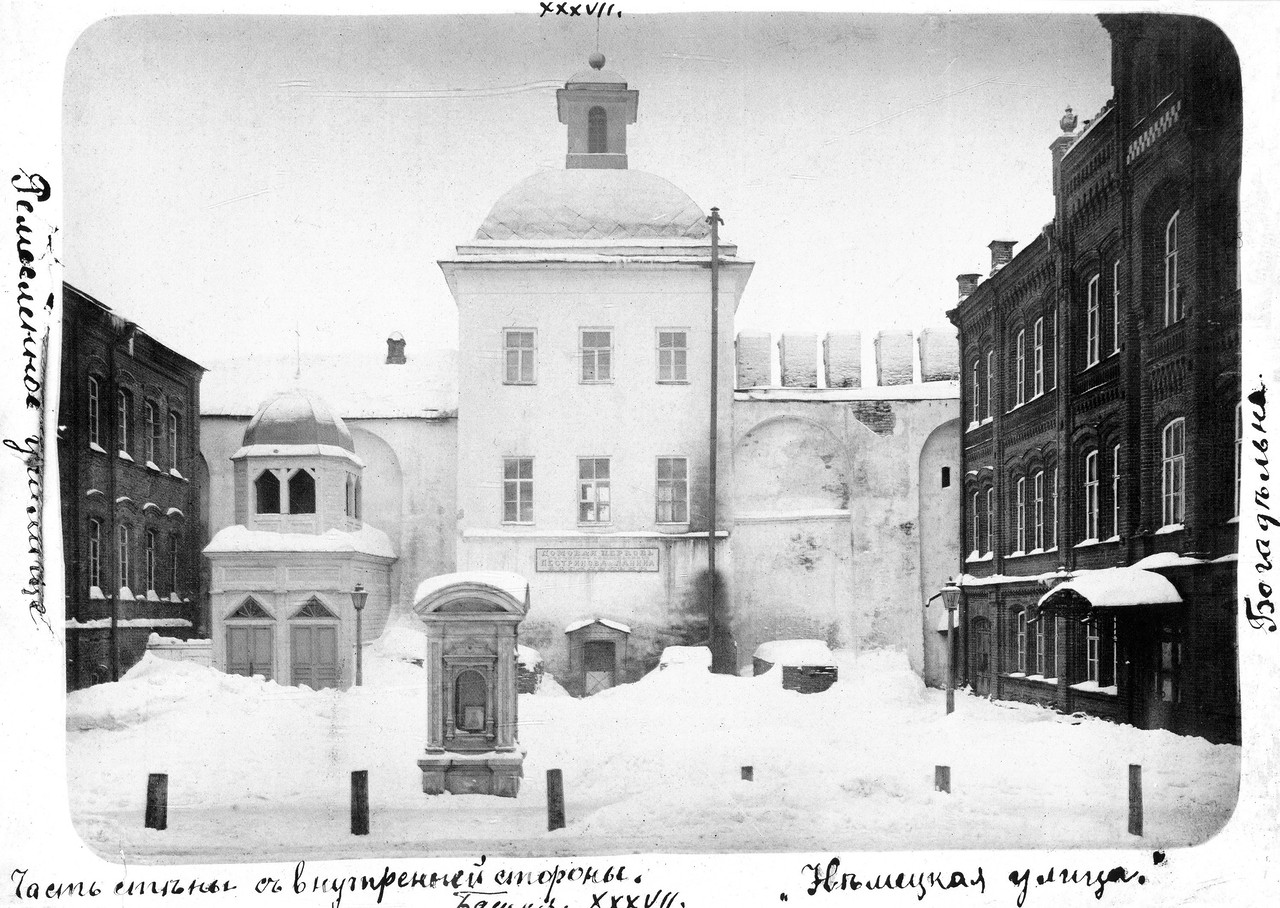
Домовая церковь богадельни, слева — ремесленное училище

Богадельня, построенная на деньги Ланина и Пестрикова, была открыта в 1875 году «для призрения не имеющих средств к существованию престарелых, увечных и неизлечимо больных обывателей обоего пола без различия сословий». Построенная рядом ещё в 1816 году церковь, освящённая во имя Св. Николая-чудотворца, в 1865 году была переосвящена во имя Св. Тихона Задонского, а в 1881 году превращена в домовую церковь при Смоленской городской Пестрикова и Ланина богадельне. Была закрыта в 1917 году после Октябрьской революции.
Умер в 1876 году в Смоленске в им же построенной богадельне, куда он переехал в конце жизни.
Имел награды Российской империи. В 1874 году Смоленская городская дума присвоила О. П. Пестрикову звания почетного гражданина Смоленска.